# Mamacuna

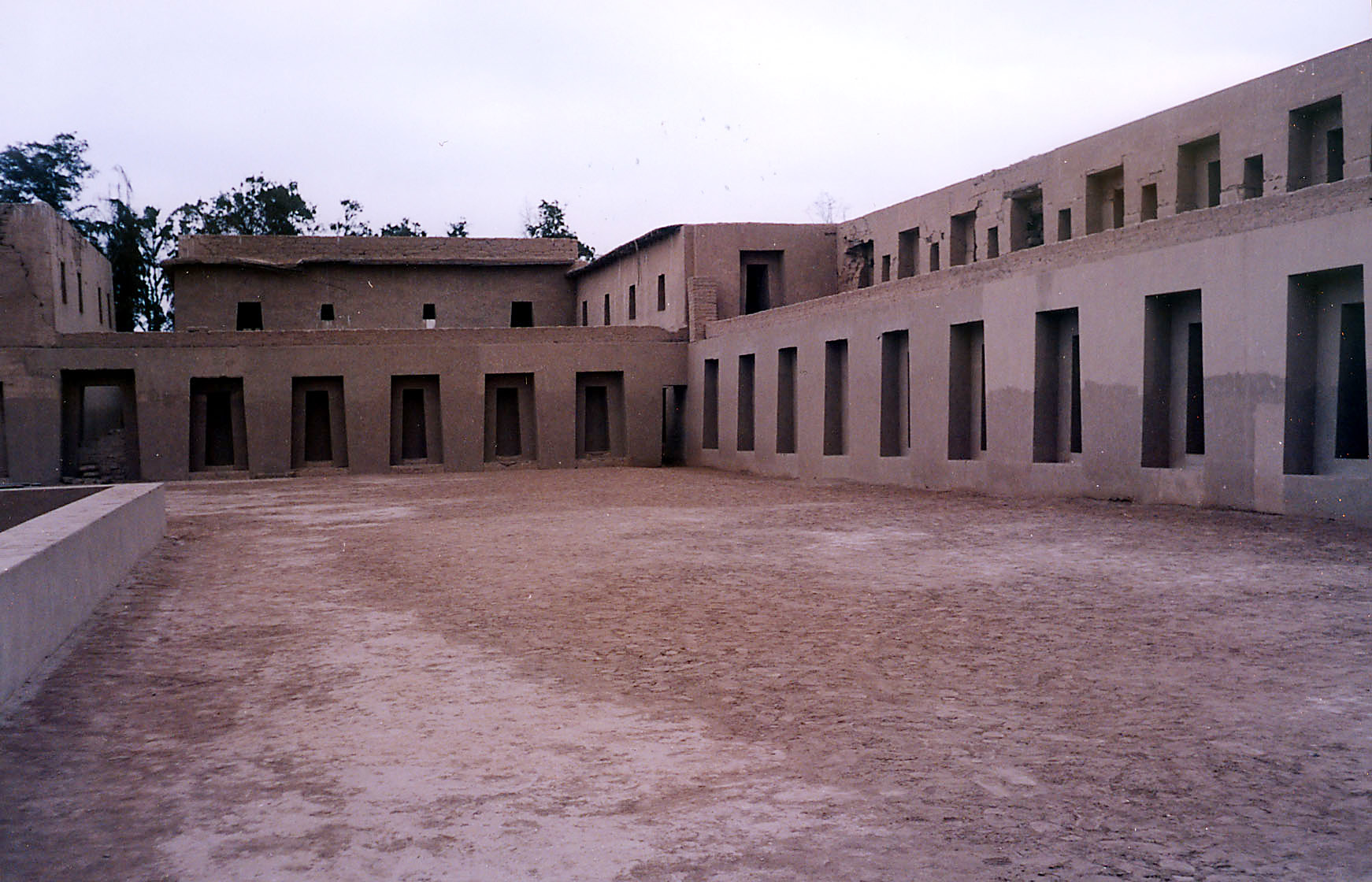
Sitio arqueológico de Pachacámac, Mamacona, en el valle de Lurín, 31 km al sur de Lima (Perú). Residencia de las mujeres elegidas para dedicarse al culto del sol.

Las mamaconas o mamakuna era la suma sacerdotisa que instruía y vigilaba a las ñustas, acllas o «vírgenes del Sol» durante el Imperio inca para que se dedicaran a la religión o al estado inca.Por extensión se llama también así al edificio en el que se recluía a las muchachas y a la institución de enseñanza en general.

## Origen
El origen histórico de la educación femenina se remonta Mama Ocllo, hermana-esposa de Manco Cápac y la primera Coya, reina que instruyó a las mujeres incaicas en los oficios asignados para las mujeres de la época como hilar, tejer algodón y lana y hacer de vestir para sí mismas y para sus familias: «decirles como habían de hacer los demás oficios del servicio de casa. En suma ninguna cosa de las que pertenecen a la vida humana dejaron nuestros príncipes de enseñar a sus primeros vasallos haciéndose el Inca Rey maestro de los varones y la Coya Reina maestra de las mujeres». El Inca Pachacútec parece haber difundido la educación femenina en todo el ámbito del Tahuantinsuyo. 

## Función
Así como el amauta representa la máxima caracterización del hombre de saber, la mamacona constituye el elemento rector de la pedagogía femenina. Su centro de acción fue el acllahuasi (o la casa de las escogidas), dedicada a la preparación femenina y enseñanza práctica por antonomasia. A la mujer se le preparaba para la vida doméstica o el sacerdocio, por lo que las mamacunas enseñaban a las acllas la religión incaica, el canto, la danza, la textilería, la alfarería, la cocina y la preparación de chicha. Esta educación tiene también un sentido de casta y matices peculiares, porque es la preparación de una élite característica y otra de tipo menor, doméstica, forjada a través del ejemplo y experiencia cotidianas.